# Бурый мухоед
Бурый мухоед (лат. Cnemotriccus fuscatus) — южноамериканский вид воробьинообразных птиц из семейства тиранновых (Tyrannidae), выделяемый в монотипический род бурых мухоедов (Cnemotriccus).

## Описание
Этот вид встречается в лесных и кустарниковых сообществах. Гнездо строит в развилках ветвей из веток и коры, выстилая его растительными волокнами. В кладке обычно три белых яйца, которые на тупом конце отмечены чёрным пятном.
Длина тела с длинным хвостом составляет 14,5 см, масса — 11,9 г. Верхняя сторона тела коричневая с более тёмными коричневыми крыльями, на крыльях две бурые полосы. Над глазами длинная беловатая «бровь», клюв чёрный. Грудь серо-коричневая, живот бледно-жёлтый. Самки и самцы мало отличаются окраской.
Бурые мухоеды — незаметные птицы, обычно они держатся в зарослях подлеска. Насекомых ловят влёт. Позывка — нежная «чип», песня — «чип-вити-витии», у южных рас более резкая «пит-пит-пидит».

## Подвиды
Международный союз орнитологов выделяет 7 подвидов:
- Cnemotriccus fuscatus cabanisi — север и восток Колумбии, а также северо-запад и север Венесуэлы, Тринидад, острова Тобаго, Монос[англ.] и Чакачакаре[4];
- Cnemotriccus fuscatus duidae — юг Венесуэлы и северо-запад Бразилии[4];
- Cnemotriccus fuscatus fumosus — Гвиана и северо-восток Бразилии[4];
- Cnemotriccus fuscatus fuscatior — юго-запад Венесуэла, юго-восток Колумбии, восток Эквадра, восток Перу и центральная часть Бразилии[4];
- Cnemotriccus fuscatus beniensis — север Боливии[4];
- Cnemotriccus fuscatus bimaculatus — центральная Боливия, юг и восток Бразилии, Парагвай и север Аргентины[4];
- Cnemotriccus fuscatus fuscatus — юго-восток Бразилии и северо-восток Аргентины[4].